# Гилфорд (Мејн)
Гилфорд (енгл. Guilford) насељено је место без административног статуса у америчкој савезној држави Мејн.

## Демографија
По попису из 2010. године број становника је 903, што је 42 (-4,4%) становника мање него 2000. године.
| Група             | 2000.       | 2010.       |
| Белци             | 918 (97,1%) | 868 (96,1%) |
| Афроамериканци    | 0 (0,0%)    | 1 (0,1%)    |
| Азијати           | 8 (0,8%)    | 9 (1,0%)    |
| Хиспаноамериканци | 2 (0,2%)    | 6 (0,7%)    |
| Укупно            | 945         | 903         |